# Plavetni kit
Plavetni kit ili plavi kit (lat. Balaenoptera musculus) spada u porodicu brazdastih kitova koji su dio podreda kitova usana. On je sisavac potpuno prilagođen stalnom životu u vodi, i najveća životinja koja je uopće postojala na Zemlji.

## Osobine
Plavetni kitovi su prosječno dugački oko 26 m, a populacija koja živi na južnoj polutki je u pravilu krupnija od one koja živi na sjevernoj polutki. Pojedine životinje su često dugačke oko 30 m, a najveći znanstvenom metodom izmjereni plavetni kit bio je dugačak 33,58 m). Plavetni kitovi mogu težiti do 200 tona. Oni su najveći ikad živući organizmi na kugli zemaljskoj prema sadašnjim saznanjima.
Plavetni kit je hidrodinamičke, vitke građe i plavo-sive (sinje) je boje. Leđna peraja mu je u odnosu na tijelo sićušna, i dosiže visinu od jedva tridesetak centimetara. U ustima ima sa svake strane 300-400 usi (izrasline građene od keratina, tvari od kojih su građeni nokti i kosa). Usi su mu crne boje i dugačke između 50 i 100 cm a služe filtriranju planktona iz ogromnih količina morske vode koju uzima u usta i odmah, filtriranu, jezikom istiskuje iz usta. Srce u odrasle jedinke je teško oko jedne tone, a njegova aorta je tako velika da bi kroz njih čovjek mogao plivati.
1966. je opisan patuljasti plavi kit (B. m. brevicauda) kao njegova podvrsta. Smatra se da doseže najviše 24 m, jer mu je dio tijela iza leđne peraje nešto kraći. Međutim, neki zoolozi sumnjaju u stvarno postojanje te podvrste i konkretni primjerak smatraju samo relativno mladom životinjom.

## Rasprostranjenost
Plavetni, ili kako ga još zovu, plavi kit, pojavljuje se u svim svjetskim morima, krećući se od visokih do niskih zemljopisnih širina i natrag. Zimu provode u umjerenim i subtropskim morima, a ljeto u polarnim. Nekada je oko 90 % svih plavetnih kitova živjelo na južnoj polutki. Smatra se dokazanim, da plavetni kitovi nikada ne prelaze ekvator, i da oni sa sjeverne ostaju uvijek na sjevernoj, i jednako tako, populacija s južne ne dolazi na sjevernu polutku.

## Način života
Kao svi kitovi usani i plavetni se kit hrani planktonom koji filtrira iz morske vode. Pri tome, prednost daje sićušnim račićima. Lovi pretežno na dubini od stotinjak metara. Procjenjuje se, da tijekom ljetnih mjeseci, kada se jedino hrani, jedan plavi kit dnevno pojede oko 40 milijuna račića u ukupnoj težini od oko tri i pol tone. Tijekom zimskih mjeseci uopće ne jede i živi od svojih masnih rezervi. Plivanjem postiže brzinu do 30 km/sat.
Ženka plavetnoga kita skotna je 11 mjeseci, a mladunče se rađa dugačko oko 7 m i bude teško oko 2,5 tone. Radi poroda, ženka odlazi u područja umjerene ili subtropske klime. Ovo zato što tek rođeni mladunac još nema naslagu masnoće neophodne za zaštitu od hladnoće polarnih mora. Dojenje mladunca traje 6-7 mjeseci, i za to vrijeme naraste do oko 13 m i dobije odgovarajući sloj masnog tkiva pa može slijediti majku u sjevernija, hranidbena područja. Nevjerojatno je da majka sve to vrijeme ne jede, a doji dnevno i do 100 litara (neki stručnjaci vjeruju da količina mlijeka koje mladunče siše iznosi do 150 litara) vrlo masnog mlijeka koristeći pri tome isključivo vlastite zalihe masnog tkiva.
Očekivani životni vijek plavetnih kitova je oko 90 godina.

## Lov na kitove i njihova zaštita
Dok se u ranijim stoljećima plavetne kitove nije lovilo zbog njihove brzine i težine, od sredine 19. stoljeća ih se počelo redovno loviti. Tijekom 20. stoljeća izlovljeno je oko 350.000 plavih kitova. Na južnoj polutki nastala su prava naselja za lovce i prerađivače kitova koja su za vrijeme sezone lova na kitove kipila od života i užurbanog rada. Izvan sezone, naselja bi opustjela. Posljedica takvog intenzivnog izlova bio je veliki pad ulova nakon 1930.  godine, jer plavetnih kitova gotovo da više nije ni bilo. Pa ipak, tek 1966. su stupile na snagu međunarodne odredbe o zaštiti.
Prije razdoblja velikoga lova na kitove, svjetskim morima plivalo je oko 200.000 jedinki plavetnoga kita, od čega gotovo 90 % u južnim morima. Danas usprkos zaštiti koja sad traje već gotovo 40 godina ukupna populacija te vrste broji samo nekoliko tisuća jedinki. Točan obuhvat populacije je vrlo teško utvrditi. Kako do sada nije primijećen oporavak brojnog stanja tih kitova, neki stručnjaci smatraju da je ukupna populacija premala da bi mogla ponovo narasti˙(vidi genetsko usko grlo).